# Lev Sergeivitch Termen
Lew Sergejewitsch Termen, mais tarde Léon Theremin (russo: Лев Сергеевич Термен, transliteração cient.: Lev Sergeevič Termen, São Petersburgo, 15 de agosto de 1896 — Moscovo, 3 de novembro de 1993) foi um físico e inventor russo, mais famoso por sua invenção do teremin, um dos primeiros instrumentos musicais eletrônicos e o primeiro a ser produzido em massa. Ele também trabalhou nas primeiras pesquisas de televisão. Seu dispositivo de escuta,"A Coisa", ficou pendurado por sete anos à vista de todos no escritório do Embaixador dos Estados Unidos em Moscou e permitiu que agentes soviéticos escutassem conversas secretas.

## Invenções
- Teremin (1920) - um dos primeiros instrumentos musicais completamente eletrônicos.
- Alarme contra roubo ou "Aparelho de sinalização" que usava o efeito Theremin (década de 1920).
- Televisão eletromecânica - disco Nipkow com espelhos em vez de slots (ca. 1925).
- Terpsitone - plataforma que converte movimentos de dança em tons (1932).
- Theremin violoncelo - um violoncelo eletrônico sem cordas e sem arco, que usa uma escala de plástico, uma alça para volume e dois botões para modelagem de som (ca. 1930).[2][3][4][5]
- Teclado theremin (ca. 1930), um pequeno teclado "com tons de chifre".[6]
- Rhythmicon - primeira bateria eletrônica do mundo (1931).
- O dispositivo de escuta de Buran (1947 ou anterior).
- O bug do Grande Selo, também conhecido como "A Coisa" - um dos primeiros dispositivos passivos de escuta secreta; usado pela primeira vez pela URSS para espionagem (1945 ou antes). É considerado um antecessor da tecnologia RFID.[7]